# Chris Bosh (luchador)
Christopher Hancock es un luchador estadounidense actualmente retirado. Es conocido por su papel en Pro Wrestling Guerrilla bajo el nombre de Chris Bosh, donde ha sido tres veces campeón mundial por parejas de PWG.

## Carrera

### Revolution Pro Wrestling
Hancock empezó su carrera entrenándose en Revolution Pro Rudos Dojo. Hizo su debut profesional en noviembre de 2002 en la Battle Royal de "Fight For The Revolution", bajo el nombre de Chris Bosh. Empezó su carrera como babyface pero se turnaría heel pronto, uniéndose a Rising Son y Disco Machine para formar Aggressive Thrill Attraction (A.T.A.) en Revolution Pro Wrestling. Rivalizaron a The Aerial Xpress (Scorpio Sky y Quicksilver) y Super Dragon. Bosh se enfrentó a Super Dragon poco después por el Mexican Lucha Libre Heavyweight Championship, el título principal de RWP. Continuó como campeón hasta el último show de la compañía, donde perdió el título ante Top Gun Talwar.

### Pro Wrestling Guerilla
Bosh compitió en el primer show de PWG el 26 de julio de 2003, perdiendo ante Excalibur. Bosh hizo pareja con Quicksilver en el torneo Tango & Cash Invitational de PWG, siendo derrotados por Joey Ryan y Scott Lost en cuartos de final. Sin embargo, tres shows después, consiguieron derrotar a Ryan y Lost por el título por parejas de PWG, pero solo lo fueron hasta el siguiente show, donde lo perdieron frente a Super Dragon y Excalibur. En The Next Show, los campeones del momento Lost y Ryan se pelearon, y tuvieron un combate de escaleras para determinar quién se quedaba los títulos. Lost ganó y eligió a Bosh para ser su compañero. El equipo se llamó Arrogance.
Tuvieron un reinado dominante, y se convirtieron en los campeones con el reinado más largo de la historia de la compañía, tras retener el título durante 273 días, un récord que en 2009 rompieron The Young Bucks. Durante su reinado, Arrogance añadió al antiguo compañero de Lost, Joey Ryan. Junto a Lost, Bosh hizo ganar muchos combates a Joey Ryan, incluyendo uno por el título mundial. En The 2nd Annual PWG Bicentennial Birthday Extravaganza - Night One, Arrogance perdió el título frente a Quicksilver y Scorpio Sky en una lucha de apuestas, títulos contra máscaras.
El 3 y 4 de septiembre de 2005, Bosh compitió y ganó el torneo Battle of Los Angeles tras derrotar a El Generico, James Gibson y Quicksilver en las rondas eliminatorias, y en la final a A.J. Styles. Bosh retó al entonces campeón mundial, Kevin Steen, en After School Special, donde Bosh consiguió hacerle la cuenta a Steen, pero no consiguió el título debido a que anteriormente Bosh noqueó al árbitro, y lo descalificó. Bosh falló en todos los intentos para conseguir el título mundial de PWG contra Steen y Joey Ryan en los dos años siguientes.
A principios de 2006, Chris Bosh empezó de nuevo a perseguir el campeonato por parejas con Lost. Se enfrentaron a los campeones Super Dragon y Davey Richards el 19 de febrero de 2006 en European Vacation - England, pero no pudieron conseguirlo. En la revancha en Enchantment Under the Sea el 20 de mayo de 2006, Lost y Bosh ganaron el título con la ayuda de Joey Ryan y Scorpio Sky. Los cuatro hombres formaron una facción llamada The Dynasty. Tuvieron el título hasta el 6 de octubre, cuando lo perdieron ante Super Dragon y B-Boy.
El 20 y 21 de mayo de 2007, en el torneo Dynamite Duumvirate Tag Team Title Tournament se coronó nuevos campeones por parejas debido a que los entonces campeones Cape Fear (El Generico y Quicksilver) sufrieron una lesión. Arrogance formó parte del torneo, pero fueron eliminados en la primera ronda por Muscle Outlaw'z (Naruki Doi y Masato Yoshino).

### Retiro
Durante julio de 2007, Bosh anunció que iba a tener un descanso de su carrera profesional. El 6 de julio de 2008, Bosh hizo una aparición de una noche en el quinto aniversario de PWG en el show Life During Wartime, donde derrotó a su antiguo compañero de Dinasty, Scorpio Sky.

## En lucha
- movimientos finales
  - Extreme Bosh (Back suplex side slam)[1]
  - Maximum Bosh (Running lariat transitioned into an STO backbreaker)[1]
  - Vertical suplex piledriver[1][2]

- Movimientos de firma
  - Lioncock (Uppercut a las partes, con teatro).[23]
  - Stunner.[24]
  - Tornado DDT, a veces en los lados del ring.[25]

- Con Scott Lost
  - Movimientos finales
    - Maximum Bosh por seguido de un Spinebuster por Lost.
    - Northern Lights suplex por Lost a un Pendulum Backbreaker por Bosh.

  - Movimientos de firma
    - Cutter por Lost a un Gutbuster por Bosh.

- Apodos
  - "Photogenic"[1][2]

- Tema de entrada
  - "Arrogance" por Jim Johnston[26]

## Campeonatos y logros
- Pro Wrestling Guerrilla
  - PWG World Tag Team Championship (3 veces) - con Quicksilver (1) y Scott Lost (2)[3]
  - Battle of Los Angeles 2005[27]

- Pro Wrestling Illustrated
  - Número 299 de los 500 mejores luchadores de PWI en 2007[28]

- Revolution Pro Wrestling
  - RPW Mexican Lucha Libre Heavyweight Championship (1 vez)[29]

- SoCal Uncensored
  - Combate del año (2005)[30] con Scott Lost vs. Quicksilver y Scorpio Sky, 9 de julio de 2005, The 2nd Annual PWG Bicentennial Birthday Extravaganza - Night One
  - Tag Team del año (2005)[30] con Scott Lost

### Luchas de Apuesta
| Apuesta | Ganador(es)               | Perdedor(es)            | Lugar                   | Fecha                   | Notas                                               |
| ------- | ------------------------- | ----------------------- | ----------------------- | ----------------------- | --------------------------------------------------- |
| Cabello | Excalibur                 | Chris Bosh              | Los Ángeles, California | 13 de diciembre de 2003 | Cabello vs. Máscara                                 |
| Título  | Quicksilver y Scorpio Sky | Chris Bosh y Scott Lost | Los Ángeles, California | 09 de julio de 2005     | Campeonato mundial por parejas de PWG vs. Máscaras. |